# Giovanni Dominico Giaconi
Giovanni Dominico Giaconi (1580–1624) foi um prelado católico romano que serviu como bispo de Guardialfiera (1617–1624).

## Biografia
Giovanni Dominico Giaconi nasceu em Lecce, na Itália, em 1580. No dia 9 de janeiro de 1617, foi nomeado durante o papado de Paulo V como Bispo de Guardialfiera. A 22 de janeiro de 1617, foi consagrado bispo por Felice Centini, bispo de Macerata e Tolentino, com Giambattista Visconti, bispo de Teramo, e Innico Siscara, bispo de Anglona-Tursi, servindo como co-consagradores. Giaconi serviu como Bispo de Guardialfiera até à sua morte em 1624.